# Someone to Watch Over Me
"Someone to Watch over Me" är en sång av George och Ira Gershwin från musikalen Oh, Kay!. Den har framförts av artister från Frank Sinatra, Perry Como, Nina Simone och Ella Fitzgerald till Linda Ronstadt, Jodi Benson och Melissa Manchester. Den har blivit en jazzstandard och en del av The Great American Songbook. Sången blev även framförd i filmen Mr. Holland's Opus av Jean Louisa Kelly och på American Idol av Katharine McPhee.